# Nakolo
Nakolo ist ein Ort in der Inselgruppe Tongatapu im Süden des pazifischen Königreichs Tonga.
Nakolo hat 405 Einwohner (Stand 2021).

## Geographie
Der Ort liegt an der Südküste der Insel, östlich von Fuaʻamotu an der Liku Road. Er ist der südöstlichste Ort der Inselgruppe beim südlichsten Punkt der Insel Houma Toloa. Zwischen Fuaʻamotu und Nakolo befindet sich die höchste Erhebung von Tongatapu (65 m).